# Pátá bitva u Yper
Pátá bitva u Yper, zvaná též jako bitva o Flanderské vrcholy (francouzsky Bataille des Crêtes de Flandres), je neformální označení řady bitev, které se odehrály mezi zářím a říjnem 1918 na severu Francie a jihu Belgie.

## Pozadí
Poté, co se Němcům nepodařilo během Ludendorffovy ofenzívy roku 1918 dosáhnout vítězství, jim poklesla morálka. S příchodem amerických expedičních sil na západní frontu získali Spojenci početní převahu nad západními armádami Německého císařství. Francouzský maršál Ferdinand Foch se rozhodl převahy využít. Dal vzniku strategii zvané velká ofenzíva, ve které byly útoky vedeny po co největší šířce německých frontových linií. Belgické, britské a francouzské jednotky, rozmístěné v blízkosti Yperského oblouku, měly tvořit severní klín ofenzívy směřující na belgické město Lutych. Britská 2. armáda byla nucena se párkrát stáhnout a 18. srpna bojovala na hřebenu Outtersteene. Po bitvě následovalo období klidu a spojenecké jednotky si v oblasti mohli odpočinout až do pozdního září.

## Bitva
Skupina armád Flander (Groupe d'Armées des Flandres) zaútočila po třech hodinách dělostřeleckých příprav 28. září v 5:30. Tvořilo ji 12 belgických divizí, 10 britských divizí druhé armády a 6 divizí šesté armády. Britové postoupili o 7,2 km až k silnici Ypry–Zonnebeke. Od ní belgická armáda zaútočila na německou linii, ležící severně od města Diksmuide. Útoky rychle pronikly německou obranou a Spojenci postoupili o 9,7 km. Většina západních oblastí u vesnice Passchendaele, která byla opuštěna na počátku roku 1918 během stažení, byla znovu obsazena. Ve večerních hodinách, kdy se Britům podařilo obsadit vesnice Kortewilde, Zandvoorde, Kruiseecke a Becelaere, začalo pršet. Belgičané nato obsadili Zonnebeke, Poelkapelle, Schaap Baillie a Houthulstský les. Na severním úbočí podnikly tři britské divize menší operace a postoupily k Saint-Yves, Mesen a hřebeni táhnoucího se od Wijtschate do Hollebeke. Německá frontová line začínala ve městě Diksmuide a pokračovala do Houthulstu, Becelare, Zandvoorde a Hollebeke.
Mesen, Terhand a Dadizeele padly 29. září a druhého dne byla většina kopců a hřebenů kolem Yper obsazena Spojenci. A to i navzdory tomu, že se většina pevné půdy proměnila v bahno. Dne 1. října držely spojenecké jednotky ve svých rukách oblast od levého břeku řeky Leie k městu Comines. Belgičané se nacházeli na východ od linie z Moorslede do Staden a Diksmuide. Postup pokračoval až do 2. října, kdy Němcům dorazily posily a Spojencům došly zásoby. Parašutisté z 80 belgických a britských letadel doručili vojákům kvůli stavu bojiště 15 000 kusů denních přídělů.

## Následky

### Oběti
Na britské straně přišlo o život 4 695 vojáků. Belgičané přišli o přibližně 2 000 mužů a dalších 10 000 bylo zraněno nebo trpělo nemocemi. Spojenecké síly postoupily až o 29 km, přičemž průměrný postup činil 9,7 km. Zajaly přibližně 10 000 nepřátelských vojáků a ukořistily na 300 děl a 600 kulometů.

### Následné operace
Ofenzíva pokračovala v bitvě u Courtrai, která se odehrála mezi 14. a 19. říjnem 1918.